# Lluís Delfau
Lluís Delfau (Oleta, Conflent, 1871 - Perpinyà, 1937), també conegut com a Louis Delfau, fou un pintor de la Catalunya Nord.
Va aprendre a fer retrats a l'École Nationale Supérieure des Beaux-Arts sota les ordres de Léon Bonnat. Va treballar com a conservador al museu i al teatre municipal de Perpinyà. També fou director de l'Escola Municipal de Dibuix municipal, on va donar classes a futurs pintors com Martí Vives.

## Obres rellevants
- La cargolade, al Museu d'Arts i tracidions populars de Perpinyà.

També hi ha obra seva als museus d'art de Nova York i Filadèlfia.